# 武林外传
《武林外传》是一部章回体古装情景喜剧。围绕着一个在虛構的明代（万历年间）小镇“七侠镇”中“同福客栈”裡的女掌柜佟湘玉和她的几个伙计展开。
该剧于2006年1月2日在中国中央电视台电视剧频道首播，央视的最高收视率是9.49%，平均收视率是6.40%，是2006年中国大陆收視率最高的电视剧之一。之后各地方台曾多次重播，亦有良好收视。豆瓣最新评分为9.6分，深受中国大陆观众喜爱。台湾由八大电视取得播映权，于2006年7月7日在八大戏剧台放送，但在台湾播放收视不彰，仅0.07%。
武林外传电视剧版目前一共有八十一集，但是电视台仅公映了八十集，第八十一集收录在武林外传发行的DVD中。
武林外传电影版于2011年1月26日上映，导演尚敬，编剧宁财神，全部角色由原班人马出演。因莫小贝的扮演者拍摄期间恰逢高考，且时隔5年，形象已与角色大有出入，莫小贝未在电影版中出现。电影票房总收入人民币1.9亿元。

## 演員表

### 同福客棧
| 演员 | 角色              | 身份 | 昵 称                                      | 原型                               | 出處                          |
| 闫 妮 | 佟湘玉            | 同福客栈的掌柜 龙门镖局总镖头佟伯达的女儿 昆伦派掌门夫人韓娟的发小 衡山派現任掌门莫小贝的嫂子 衡山派已故掌门莫小宝未拜堂的妻子 后来成为盜圣白展堂的妻子           | 湘玉 湘玉姐 掌柜的 佟掌柜 佟老板 佟十六    | 金鑲玉［降金为銅（佟），易鑲为湘］ | 《新龙门客栈》                |
| 佟湘玉 背景 佟湘玉，年龄大约是28岁，是同福客栈中的掌柜，龙门镖局的女儿。她从汉中远嫁衡山派的掌门，尚未见面，其夫遭横祸，从而成了寡妇。她买下原属吕秀才的“尚儒客栈”，更名“同福客栈”。她性格吝啬抠门却心地善良。口音是陕西方言。未婚夫是白展堂。 其口头禅是：“我（ngè）的神啊”“我错了，我一开始就错了，我如果不嫁过来，我的夫君就不会死，我的夫君不死我就不会沦落到这样一个伤心的地方……” |                   | |                                            |                                    |                               |
| 沙 溢 | 白展堂            | 同福客栈的跑堂（後來成為佟掌櫃的丈夫） 盜聖白玉湯（外號珍珠翡翠白玉湯） 盜神姬無命的髮小 六扇門密使白翠萍的兒子 天下第一女捕頭展紅綾的初戀情人 緝盜指南的真实作者 | 老白 展堂 白大哥 白少侠                    | 白玉堂（錦毛鼠）＋展昭（御貓）     | 《三俠五義》                  |
| 白展堂 背景 本名白玉汤，大约25岁，同福客栈跑堂的，会点穴，胆小怕事，本来是大名鼎鼎的盗圣，后来力图改过自新，不愿再在江湖上漂泊。与李大嘴一样都是东北口音。口头禅是：葵花点穴手（辅以动作）。随母姓，父亲姓周。其母白三娘与郭芙蓉之父郭巨侠同为六扇门高级干部。未婚妻是佟湘玉。 曾一度被佟湘玉赶出客栈并反串黃豆豆一角。 绝招：葵花点穴手，绝顶轻功，为佟湘玉治伤的时候使出九九还阳掌。 |                   | |                                            |                                    |                               |
| 姚 晨 | 郭芙蓉            | 同福客棧的雜役 六扇門郭巨俠的女兒 四大名捕之三追风的九师妹 關中大俠呂輕侯的女友（後來結婚了）                                                                     | 小郭 小蝈蝈 芙蓉 芙妹 小郭姐姐 芙儿 九师妹 | 郭芙＋黃蓉                         | 《神鵰俠侶》+《射鵰英雄傳》   |
| 郭芙蓉 背景 行走江湖時因欠下錢財成為同福客棧的雜役。武林大俠郭巨俠的女兒，福建人。會三腳貓的武功「排山倒海」，脾氣乖戾，崇尚暴力，曾經是狂熱的「行走江湖」的信徒。男友是呂秀才。口頭禪：排山倒海（輔以相應的武打動作）。經常對呂秀才拳打腳踢。是祝無雙的情敵及好友。心情不錯的時候，愛唱《山路十八彎》。有時會用閩南口音講普通話（國語），也至少有一次直接講過閩南語。 曾與自己的丫鬟小青（張歆藝飾）組織過雌雄雙煞（已解散）。有一堂妹郭薔薇（伯父之女，張婷飾）。 口头禅：「确定一定以及肯定」 絕招：排山倒海，分筋錯骨手，鴛鴦連環腿，鋪天蓋地揉心拳，曾經教過莫小貝「八卦連環奪命掌」，不過是自己瞎編出來的。 武器：青霜劍或是青龍寶劍。 |                   | |                                            |                                    |                               |
| 喻恩泰 | 呂輕侯            | 同福客棧的賬房 秀才 朝廷認證的關中大俠 六扇門郭巨俠的女婿 七侠镇吕知府（已故）的孙子                                                                              | 秀才 吕秀才 侯哥 猴子 小才                 | 呂洞賓＋左輕侯                     | 道教八仙传说+《楚留香傳奇》   |
| 呂輕侯 背景 全名呂輕侯，年齡約在25歲，同福客棧賬房，本是同福客棧的店主，只因家境衰敗後，生意無法維繫，遂將客棧盤給外來的佟湘玉。名輕侯。其祖父是知府，自己卻屢試不中。女友是郭芙蓉。因為通過說辭使姬無命自殺而獲得了「關中大俠」的稱號，卻手無縛雞之力。性格迂腐，好打小算盤。一直被郭芙蓉拳打腳踢，是祝無雙的暗戀對象及好友。 呂秀才在劇中寫一本小說，也取名《武林外傳》。書中將自己描繪成豪氣干雲，武功蓋世的大俠「金筆書生」——呂落第，與現實成強烈反差。 除普通話外，在劇中還零星地講英語和吴语（上海話）。 口頭禪：「子曾經曰過……」「子曰……」。 武器：雞毛撢子、毛筆。 在自己寫的小說中幻想學會八八六十四路判官奪命筆。                  |                   | |                                            |                                    |                               |
| 倪虹洁 | 祝無雙            | 葵花派高手（倒数第一，实为做大锅饭的） 同福客棧的雜役 七俠鎮的捕快 七侠镇第三十九任捕头（电影中） 盜聖白展堂的師妹 關中大俠吕輕侯的前女友                         | 无双 祝姑娘                                | 陸無雙                             | 《神鵰俠侶》                  |
| 祝無雙 背景 葵花派解散后寄宿同福客栈的捕快。在葵花派武功倒数第一，贤惠、善良、美丽却没有爱情光顾。虽曾与吕秀才、佟石头（同福客栈老板佟湘玉的弟弟，王红波饰）、辛普森（陈智彬饰）交往过，却都不了了之。被捕头燕小六暗恋。除普通话（国语）外，在剧中还零星地讲吳語（上海话）。《龙门镖局》提到与燕小六结婚。 其口头禅为：放着我来！ 绝招为葵花点穴手，舒筋龙爪手。（31集登場） |                   | |                                            |                                    |                               |
| 姜 超 | 李大嘴 原名李秀莲 | 同福客棧的廚子 京城食神諸葛孔方的弟子 斷指軒轅的兒子 婁知縣的内侄子 曾为七俠鎮第三十六任捕頭                                                                      | 大嘴 大嘴哥 嘴哥                           | 李大嘴+李翠莲                      | 《絕代雙驕》+《快嘴李翠蓮记》 |
| 李秀蓮 背景 同福客棧的廚子。本名李秀蓮。曾在刑育森之前任第三十六任鋪頭之職。本職工作技能非常一般。貪吃，急躁，理解能力較差，不識字。但是幻想在江湖上確立地位。其母是斷指軒轅（張少華飾）。暗戀楊蕙蘭，有小曲「自從在同福客棧見到你……」是京城食神諸葛孔方（劉惠飾）的徒弟及菜刀門的盟主（自己最初不知情，得知自己是盟主后宣布解散），與他的師傅一樣做菜的風格都是味道較重。姑父是婁知縣。因為鏢師工資高而心猿意馬。東北口音。 口頭禪：這事包我身上了（最終多未辦成）。 武器：玄鐵菜刀，正面刻有：旺得福（wonderful），反面刻有：泰瑞寶（terrible），中間刻有：我太富（whatever） 和一個騙子師傅學過假的降龍十八掌（降龍十巴掌）。             |                   | |                                            |                                    |                               |
| 王莎莎 | 莫小貝            | 同福客棧掌櫃佟湘玉的小姑子 已故衡山派掌門莫小宝的妹妹 現任的衡山派掌门 五岳盟主                                                                                   | 小贝 小贝美眉 贝贝 莫掌门                  | 衡山掌門莫大先生＋貝貝             | 《笑傲江湖》+《寶寶和貝貝》   |
| 莫小貝 背景 同福客栈掌柜佟湘玉的小姑子，10岁，衡山派掌门，歪打误撞成为五岳盟主。在白马书院学习。是个贪玩贪吃好享受，不爱学习爱逃学，并且只想吃糖葫芦的小丫头片子。根據第21集的劇情，其在長大后成為江湖一大魔頭（赤炎狂魔莫小貝）。 在刚入学的时候，曾建立只存在一天的“八大派”。在剧终时学会了葵花点穴手。曾多次离家出走，最终都以失败告终。在剧中曾零星讲邯郸话。 在剧中武功很多，学会老白的葵花点穴手，郭芙蓉的排山倒海，分筋错骨手（专掰手指头），白三娘的隔空打穴，以及衡山派的武功。 在现实生活中，王莎莎是《武林外传》剧组中惟一会武功的。不过她只会一套在学校学的奥运长拳（导演尚敬在陈鲁豫主持的《鲁豫有约》中提及）。                |                   | |                                            |                                    |                               |

### 捕快
| 演員 | 角色   | 身份                                                 | 暱稱             | 原型   | 出處                                                   |
| 范 明 | 邢育森 | 七侠镇第三十七任缁衣捕头 後轉任十八里铺捕头 丐帮弟子 | 老邢 邢捕頭      | 邢育森 | 同名网络作家及编剧，毕业于北京邮电大学，信息工程博士。 |
| 邢育森 背景 前半部任七侠镇第三十七任缁衣捕頭。满口官腔，好表现但是没有什么本事。一心想在仕途上有所进展，每天吵吵着破大案子，不过运气较差。曾为了生计加入丐帮，事蹟败露后丢了捕头的职位，降为捕快。后升任邻镇十八里铺捕头。讲带有山东口音的普通话。 口头禅是：“亲娘咧”，“可能会影响仕途”，“我看好你噢”。 以为自己会醉拳，实际不会。 电影版时已经辞职炒股致富，人称邢百万。             |        |                                                      |                  |        |                                                        |
| 肖 剑 | 燕小六 | 七侠镇捕快 後升任七侠镇第三十八任缁衣捕头            | 小六 六六 燕捕头 | 燕青   | 《水滸傳》                                             |
| 燕小六 背景 天津口音，七侠镇的捕快，后升为第三十八任捕头。善打快板、吹唢呐。脑子慢，不识字，性格易怒，爱拔刀，口头禅是“帮我照顾好我七舅姥爷（和他的三外甥女）”。暗恋祝无双，在剧终时升任到了京城就职。《龙门镖局》提到与祝无双结婚。 另外，在现实中，肖剑也很崇拜倪虹洁。在拍戏期间就挂有倪虹洁的海报，而且听说倪虹洁要来演无双，兴奋不已（来自武林外传剧组在《超级访问》时的问答）。 |        |                                                      |                  |        |                                                        |

### 錢家
| 演員 | 角色   | 身份                                                                | 暱稱               | 原型   | 出處               |
| 洪剑涛 | 錢掌櫃 | 七俠鎮大財主 佟湘玉的爱慕者                                         | 錢掌櫃 钱老板 老钱 | 钱贵   | 《健康快车》       |
| 錢掌櫃 背景 唐山口音（疑似被老婆逼着说的），典型「妻管嚴」。 武功：葵花點穴手（效果不到2分鐘）。                                                                                        |        |                                                                     |                    |        |                    |
| 田 玲 | 錢夫人 | 錢掌櫃之妻 佟湘玉的死敌 “莫小贝绑架案”之主谋 于第77集被帶到衙門坐牢 | 錢夫人             | 錢夫人 | 《大富翁系列》遊戲 |
| 錢夫人 背景 錢夫人是錢掌櫃的妻子，一直對同福客棧垂涎三尺，千方百計想將其吞併。在第76集綁架莫小貝，後被白展堂帶到衙門去。是佟湘玉的死敵。唐山口音。 武功：奪命剪刀腳、七十二路小擒拿手。 |        |                                                                     |                    |        |                    |

### 其他演員
| 演員 | 角色                      | 關係 | 原型                                                                                        | 出處                                                                         | 出現集數                                                                  |
| 張歆藝 | 小青                      | 郭芙蓉的丫鬟 「雌雄雙煞」成員                                                                                                 | 小青                                                                                        | 《白蛇傳》                                                                   | 第1集                                                                     |
| 张 青 | 小米                      | 丐幫四袋弟子 全七侠镇的丐帮兄弟中品阶最高，是全鎮乞丐的代表                                                                   |                                                                                             |                                                                              | 第1集 第2集 第9集 第10集 第27集 第46集 第51集 第64集 第76集 第81集        |
| 小米 背景 七俠鎮上的乞丐，經常在同福客棧門前活動，河南口音，是個八公和貪錢鬼。 武功：降龍十八掌（已忘記雙龍戲珠） |                           | |                                                                                             |                                                                              |                                                                           |
| 吳明鴻 | 朱先生                    | 白馬書院先生 莫小贝的老师 |                                                                                             |                                                                              | 第3集                                                                     |
| 張少華 | 斷指軒轅                  | 李大嘴的母亲 | 軒轅三光                                                                                    | 《絕代雙驕》                                                                 | 第4集 第46集（在回放中出现）                                              |
| 斷指軒轅 背景 盲人，賭博界的前輩高人，在一次賭博輸掉之後，被人砍掉一根手指頭（但她原是六指，故不受影响），從此退出江湖。後來為了教訓白展堂，并告诫大家賭博不好，和白展堂賭博，結果白展堂自是輸得很慘。 |                           | |                                                                                             |                                                                              |                                                                           |
| 霍曼迪 | 展紅綾                    | 天下第一女捕頭 開封展家的二小姐 盜聖白展堂的初戀情人 四大名捕之三追風的未婚妻                                                 | 展昭+飛紅巾（哈玛雅）                                                                       | 《三俠五義》+《七劍下天山》                                                  | 第5集 第29集 第65集                                                       |
| 展紅綾 背景 六扇門的捕頭，曾以緝拿盜聖白玉湯為己任。並在追捕過程中對白玉湯芳心暗許。 武功：判官奪命筆 |                           | |                                                                                             |                                                                              |                                                                           |
| 黃小蕾 | 慕容姐妹（慕容嫣/慕容子） | 姐：第5集与白展堂相识，并用其送的判官笔到六扇门当捕头 妹：第49集作为《江湖月报》特约撰稿人出场                                | 慕容姐妹（慕容燕/慕容嫣）                                                                   | 《東邪西毒》                                                                 | 第5集（慕容嫣） 第49集（慕容子）                                          |
| 徐賢海 | 小偷/关东糖小贩           | |                                                                                             |                                                                              | 第5集（小偷） 第18集（关东糖小贩）                                        |
| 张婷 | 郭蔷薇                    | 郭芙蓉的堂妹 |                                                                                             |                                                                              | 第66集                                                                    |
| 吴京安 | 吴守义                    | 现代时空旅行者 改变历史，使莫小贝避免成为杀人魔头                                                                             | 吴京安+张守义（《武林外传》的制片人）                                                       |                                                                              | 第21集                                                                    |
| 吴守义 背景 来自现代，家在北京，患有抑郁症，同时感情受挫。吴守义数度求死不成，于是参加时空旅行团，到七侠镇找“赤焰狂魔”莫小贝，希望她杀死自己。与白展堂交谈后，改变想法。最后导游告知他，因他的行为使十岁的莫小贝弃武从文，没有变成杀人魔头。 |                           | |                                                                                             |                                                                              |                                                                           |
| 毛孩 | 江小道                    | | 江小鱼                                                                                      | 《絕代雙驕》+《唐伯虎点秋香》+《大话西游》                                   | 第22集                                                                    |
| 李樂衡 | 邱小冬                    | 就讀白馬書院三年二班，莫小貝的同班同學 邱員外的儿子 綽號：閘北陸小哄 四書五經派掌門 曾以五子棋下赢了围棋國手 絕招：香山無影脚 |                                                                                             |                                                                              | 第3集（有提到，但未出現鏡頭） 第9集（有提到，但未出現鏡頭） 第35集 第38集 |
| 劉敏 | 賽貂蝉                    | 怡紅樓掌櫃 後為小翠的丫鬟，被迫與小翠互換名字                                                                                 | 赛西施+貂蝉                                                                                 | 《神医喜来乐》+《三國演義》                                                  | 第11集 第12集 第40集 第70集                                               |
| 賽貂嬋 背景 原為怡紅樓掌櫃，在怡紅樓破產後，和小翠一同被賣到關東。於第70集，和小翠重返同福客棧，但主僕易位，飽受小翠欺凌，向佟湘玉求救。 |                           | |                                                                                             |                                                                              |                                                                           |
| 蔣卉 | 小翠                      | 賽貂嬋的丫鬟 後逼迫賽貂嬋与其互換名字                                                                                         |                                                                                             |                                                                              | 第11集 第12集 第70集                                                      |
| 小翠 背景 原為怡紅樓掌櫃的丫鬟，在怡紅樓破產後，和賽貂嬋一同被賣到關東。後從小妾升為夫人，由於對賽貂嬋心有怨懟，欺凌賽貂嬋並強迫賽貂嬋改名為小翠。 |                           | |                                                                                             |                                                                              |                                                                           |
| 于娟 | 楊蕙蘭                    | 大嘴的夢中情人 杜子俊的未婚妻 武功：寡婦刀、手刀                                                                              |                                                                                             |                                                                              | 第6集 第41集 第55集 第73集 第75集 第78集 第79集                           |
| 楊蕙蘭 背景 四處比武招親，讓大嘴一見鍾情。白展堂使計，敗在打扮男裝的郭芙蓉手下，後得知傾心的對象郭芙蓉竟同為女人身，大怒！勦滅山賊的同時，大聲宣告自己名為郭芙蓉，住七俠鎮，歡迎報仇。因此，黑道三大家族陸續駕臨同福客棧，索取郭芙蓉之命。第二次到同福客棧時，只需再賣三把菜刀，就可晉級至菜刀門白銀弟兄，利用大嘴對她的好感，以高價賣菜刀給大嘴。最後一次到同福客棧，是為了躲避杜子俊，後來經由大嘴的開示，和杜子俊堅定了在一起的決心。 |                           | |                                                                                             |                                                                              |                                                                           |
| 邵峰 | 杜子俊                    | 關中第一大財主（有錢的很，錢掌櫃跟他一比，整個就是一赤貧；十家錢莊有八家是他家的，另外兩家還有不少股份） 楊蕙蘭的未婚夫       |                                                                                             |                                                                              | 第78集 第79集                                                             |
| 胡小庭 | 南宮殘花                  | 佟湘玉的小師妹 極端动保主義者                                                                                                 | 南宫一花（在原始劇本裡南宫残花是男的，而且有一個雙重人格叫南宫敗柳）。                      | 《名劍山莊》                                                                 | 第58集 第59集 第60集                                                      |
| 周冬齊 | 韓娟                      | 佟湘玉的发小 崑崙派掌門夫人                                                                                                   |                                                                                             |                                                                              | 第47集 第69集                                                             |
| 韓娟 背景 嫁給了崑崙派掌門老何，但因為愛攀比，險些丟了丈夫。寄詛咒信給佟湘玉後，心感不安，重回同福客棧，請師父作法消災，險些被騙。 |                           | |                                                                                             |                                                                              |                                                                           |
| 石小滿 | 老何                      | 口吃 崑崙派掌門 韓娟的丈夫，但一開始被大家误认為下人                                                                          |                                                                                             |                                                                              | 第47集                                                                    |
| 唐靜 | 扈十娘                    | 揚州城最有名的歌伎 成名曲：《杜十娘下麵湯》 對白展堂暗自生情                                                                  | 扈三娘+杜十娘                                                                               | 《水滸傳》+《杜十娘怒沉百寶箱》                                              | 第11集                                                                    |
| 黃曉娟 | 白翠萍                    | 白三娘 別名：拼命三娘 白展堂的母親 六扇門的密使 武功：葵花點穴手、隔空打穴                                                    | 石秀（外号拼命三郎）                                                                        | 《水滸傳》                                                                   | 第42集 第43集 第44集                                                      |
| 夏嘉偉 | 包大仁                    | 操云南昆明口音 還未上任的禮部侍郎 喜歡佟湘玉，施計使佟與他結婚                                                                | 包見捷 （萬曆十七年中进士，云南建水人，官至吏部侍郎）                                       | 取材自真实历史人物                                                           | 第53集 第54集 第55集 第56集                                               |
| 包大仁 背景 從東廠曹公公（原型可能是明朝宦官曹吉祥）那裡買了一個官，卻在赴任路上經過同福客棧時歷經倒霉之事。云南昆明口音。暗戀佟湘玉，用计使佟湘玉与他结婚。 |                           | |                                                                                             |                                                                              |                                                                           |
| 白玉 | 展堂                      | 操廣東口音 祝無雙的暗戀對象 大內錦衣衛 三營六組成員 代號：白面葫蘆娃 武功：九天玄女爪 武器：刀、峨眉刺（後送給了無雙）        | 白玉堂+展昭                                                                                 | 《三俠五義》                                                                 | 第53集 第54集 第55集 第56集                                               |
| 展堂 背景 負責押送買官的假侍郎包大仁進京，一舉揭發東廠曹公公的罪刑。離開同福客棧之際，無雙以方言告白，眾人同時問展堂對付殷十三所使之計，展堂才表明自己身為太監，令無雙啞然。 |                           | |                                                                                             |                                                                              |                                                                           |
| 馬銳 | 殷十三                    | 東廠九營十八組殺手 太監 代號：仙子狗尾巴花                                                                                    | 殷天正+燕十三+無十三                                                                        | 《倚天屠龍記》+《三少爺的劍》+《碧血洗銀槍》                                 | 第55集 第56集                                                             |
| 朱龍廣 | 佟伯達                    | 佟湘玉的父亲 龍門鏢局的掌櫃                                                                                                   | 司馬伯達（司馬懿的哥哥司馬朗的字）+Buddha（佛祖的英文，朱龍廣曾在《西游记》中扮演佛祖如来） | 《三国演义》+《西游记》电视剧                                                | 第25集 第44集                                                             |
| 王紅波 | 佟石頭                    | 佟湘玉的弟弟 龍門鏢局少鏢頭 喜歡祝無雙 武功：虎爪拳                                                                           |                                                                                             |                                                                              | 第30集 第51集 第52集                                                      |
| 王磊 | 姬無命                    | 盜神 白展堂的发小 | 姬曉風+荆無命                                                                               | 《雲海玉弓缘》+《多情劍客無情劍》                                            | 第8集 第29集                                                              |
| 姬無命 背景 與白展堂路過同福客棧時不幸失憶，被抓去京城。在大地震中逃獄並回到同福客棧，卻被呂秀才的言辭說到自殺。 |                           | |                                                                                             |                                                                              |                                                                           |
| 王磊 | 姬無病                    | 姬無命的弟弟 白展堂的发小 最喜用百花軟筋散                                                                                    |                                                                                             |                                                                              | 第33集                                                                    |
| 姬無病 背景 博覽群書卻不走正途，得知哥哥被呂秀才害死，從西域回來為哥哥報仇，同時也想拿到盜神玉牌統一黑道。 最喜歡玩腦筋急轉彎，最自豪的是『只要是書上寫的，没有我不知道的 。』 |                           | |                                                                                             |                                                                              |                                                                           |
| 白志迪 | 公孫烏龍                  | 姬無命的師父 | 公孙龙                                                                                      | 战国时期名家离坚白派的代表人物                                               | 第44集                                                                    |
| 句號 | 謝步東                    | 捕头 關東總捕頭的候選人 最喜用百花軟筋散                                                                                      | 宁财神                                                                                      | 估計當時編劇宁财神已經寫不動了，故以寫不動的諧音“謝步東”给他命名。           | 第77集                                                                    |
| 謝步東 背景 性格：講證據不是他的風格，喜歡大膽猜測，但猜得不靠譜。 口頭禪：你是在懷疑我辦案的能力嗎？ 最得意的事：破了衡陽的綁架案（事實上是郭巨侠破的）得了許多虛名。 |                           | |                                                                                             |                                                                              |                                                                           |
| 劉惠 | 諸葛元                    | 字孔方，在劇中多稱為諸葛孔方 前任御膳房大總管 京城食神                                                                        | 諸葛亮+石韜(字廣元)                                                                         | 《三國演義》                                                                 | 第32集                                                                    |
| 諸葛孔方 背景 原為京城御膳房總管，退休後與徒弟清風遊歷江湖尋找徒弟，直到到了同福客棧才發收下李大嘴做徒弟，並被白展堂點破原來他是先天味覺失靈。其字“孔方”可能来源于方孔钱的代称（李大嘴：“孔方？我还元宝呢，那多值钱啊。”）。 |                           | |                                                                                             |                                                                              |                                                                           |
| 宋陽 | 柳星雨                    | 女贼 柳月云的姐姐 騙婚者，自称大嘴的未婚妻                                                                                    |                                                                                             | F4歌曲：《流星雨》                                                           | 第73集 第74集                                                             |
| 柳星雨 背景 與妹妹柳月雲是一對毛賊，為了得到所謂盜聖的寶藏而騙取同福客棧夥計的信任。 |                           | |                                                                                             |                                                                              |                                                                           |
| 王佳佳 | 柳月云                    | 女贼 柳星雨的妹妹 |                                                                                             |                                                                              | 第74集                                                                    |
| 柳月云 背景 與姐姐柳星雨是一對毛賊。爱好：看马戏；志愿：单飞，然后开家首饰店。 |                           | |                                                                                             |                                                                              |                                                                           |
| 凌瀟肅 | 凌騰雲                    | 七侠鎮第三十九任缁衣捕头 武功：關西無極刀                                                                                     | 凌潇肃                                                                                      | 姓凌是因为演员本名凌瀟肅；騰雲：長時間被那麼多女粉絲捧着，想不騰雲駕霧也難。 | 第80集                                                                    |
| 凌騰雲 背景 在故事的結尾才出現，接替調職到京城的燕小六做七俠鎮捕頭，原籍西安，有些自戀。小時候曾經圍捕盜聖白展堂，差一點成功，在認出白展堂之後設計抓他，但是被白展堂事先識破，再次失敗。然後看到了白展堂的免罪金牌之後和眾人和好。其扮演者是姚晨的前夫。在《武林外传》第69集结束的時候，馬卓子被小六帶走的鏡頭裡，坐在外邊喝茶的人堆裡，有凌瀟肅在裡面客串。                                                                             |                           | |                                                                                             |                                                                              |                                                                           |
| 俞白眉 | 竇先生                    | 妻子為胡嬌娥（張喬玫飾，第81集才出現） 教畫先生，是佟湘玉為莫小貝請來的老师 原喜愛畫仕女圖，娶妻後改山水畫                    |                                                                                             |                                                                              | 第9集 第81集                                                              |
| 竇先生 背景 七侠镇著名艺术家，“妻管严”。 |                           | |                                                                                             |                                                                              |                                                                           |

## 各集片名及編劇
| 集數 | 片 名                             | 編 劇          |
| ---- | --------------------------------- | -------------- |
| 01   | 郭女俠怒砸同福店 佟掌櫃妙點迷路人 | 寧財神         |
| 02   | 掌櫃的慰問裝病者 跑堂人收拾尋釁女 | 寧財神、程嬌娥 |
| 03   | 眾夥計淪為小跟班 莫小貝建起八大派 | 寧財神         |
| 04   | 李廚子智鬥瞎老娘 白盜聖慘遇賭大王 | 寧財神         |
| 05   | 展紅綾千里追扒手 郭芙蓉一心迷盜聖 | 寧財神         |
| 06   | 楊蕙蘭比武招郎君 李大嘴施招斃煞神 | 寧財神         |
| 07   | 討銀錢秀才苦費心 洩私憤芙蓉惡作劇 | 寧財神         |
| 08   | 七俠古鎮寡婦尋夫 尚儒客棧眾人聚首 | 寧財神         |
| 09   | 佟湘玉煞費良苦心 莫小貝夢遊影視城 | 寧財神         |
| 10   | 壯慫膽捕頭喝烈酒 施恩惠秀才偷剩菜 | 寧財神、程嬌娥 |
| 11   | 扈十娘撒嬌勾展堂 賽貂蟬耍賴訛湘玉 | 寧財神         |
| 12   | 受委屈夥計裝叛變 求生意老闆充大方 | 寧財神、程嬌娥 |
| 13   | 爭自尊大嘴扮文豪 解危難湘玉設大賽 | 寧財神         |
| 14   | 邢捕頭勇破殺雞案 燕小六力推防賊法 | 寧財神、程嬌娥 |
| 15   | 雷老五潛入縣衙門 佟掌櫃鑽進牛角尖 | 寧財神         |
| 16   | 為騙財書商耍手段 欲銷贓掌櫃嚇破膽 | 寧財神         |
| 17   | 莫小貝初掌衡山派 錢夫人再鬧同福店 | 寧財神         |
| 18   | 燕小六酒醉亂抓人 郭芙蓉心痴錯定情 | 寧財神、程嬌娥 |
| 19   | 李大嘴苦練降龍掌 郭芙蓉難逃生死劫 | 寧財神         |
| 20   | 潑皮侯三攪和客棧 女俠芙蓉操辦過年 | 寧財神         |
| 21   | 尋短見老吳見魔女 賭怨氣小郭教武功 | 寧財神、程嬌娥 |
| 22   | 佟掌櫃喜獲榴梿果 江小道怒打無辜郎 | 寧財神、程嬌娥 |
| 23   | 買私鹽廚子遭盤查 換身份賊頭變捕快 | 寧財神         |
| 24   | 算命人作法被識破 郭芙蓉洗面遭毀容 | 寧財神         |
| 25   | 佟老爹怒嫁不孝女 白展堂誤娶無情人 | 寧財神         |
| 26   | 求休書小郭盼斷腸 思佳人秀才傷透心 | 寧財神         |
| 27   | 入丐幫老邢丟公職 升捕頭小六打官腔 | 寧財神、程嬌娥 |
| 28   | 錢夫人貪財生毒計 莫小貝雪恥怒報官 | 寧財神         |
| 29   | 呂聖人智鬥姬無命 佟掌櫃火拚展紅綾 | 寧財神、程嬌娥 |
| 30   | 佟石頭離鄉闖江湖 郭芙蓉回家探父母 | 寧財神         |
| 31   | 痴秀才思念郭芙蓉 醋湘玉刁難祝無雙 | 寧財神         |
| 32   | 拼廚藝大嘴成碎催 遇良才諸葛傳衣缽 | 寧財神         |
| 33   | 西域客欲擒關中俠 涉奇險盜聖救人質 | 寧財神         |
| 34   | 受邀請小貝赴衡山 為情困秀才抱錯人 | 寧財神、程嬌娥 |
| 35   | 小魔女執意做紅娘 佟湘玉一心修劍譜 | 寧財神         |
| 36   | 遇追風盜聖嚇破膽 見芙蓉秀才驚斷魂 | 寧財神         |
| 37   | 心不甘小郭拼才藝 情不願無雙走天涯 | 寧財神         |
| 38   | 迎挑戰小貝當掌櫃 出狠招湘玉贏賭局 | 寧財神         |
| 39   | 呂秀才得理不饒人 郭芙蓉自食苦月餅 | 寧財神         |
| 40   | 慶中秋好夢一日遊 歷磨難客棧重聚首 | 寧財神         |
| 41   | 痴情漢重逢夢中人 糊塗女初識菜刀門 | 寧財神、程嬌娥 |
| 42   | 燕小六大擺迷魂陣 千面人關底顯真身 | 寧財神         |
| 43   | 惡婆婆率眾鬧洞房 善媳婦受虐一身傷 | 寧財神         |
| 44   | 呂秀才誤收嗜血徒 白展堂臨終吐心聲 | 寧財神         |
| 45   | 通緝犯轉眼成病患 階下囚洗心重做人 | 寧財神         |
| 46   | 神秘客夜訪七俠鎮 莫掌門血戰燈市街 | 寧財神         |
| 47   | 小姐妹重逢暗叫勁 老夫妻患難見真情 | 寧財神         |
| 48   | 敗家女隨口開條件 窮哥倆合夥辦武館 | 寧財神、程嬌娥 |
| 49   | 慕容嫣專訪莫掌門 呂秀才定義真俠士 | 寧財神         |
| 50   | 邢捕頭變身小雜役 燕小六臨別顯真情 | 寧財神         |
| 51   | 採花盜意外現真身 虎外甥作媒為報恩 | 寧財神         |
| 52   | 佟石頭初嘗爱滋味 祝無雙投身六扇門 | 寧財神         |
| 53   | 燕捕頭研發絕密令 包侍郎得理不饒人 | 寧財神         |
| 54   | 苦刑犯逃離同福店 黑衣人連夜救欽犯 | 寧財神         |
| 55   | 佟掌櫃淪為十六姨 包大仁歡度洞房夜 | 寧財神         |
| 56   | 展侍衛私放真刺客 祝無雙淚別假臥底 | 寧財神         |
| 57   | 李大嘴裝瘋孵雞蛋 佟掌櫃設宴套難題 | 寧財神         |
| 58   | 小師妹現身七俠鎮 大師姐難解心頭憤 | 寧財神         |
| 59   | 佟掌櫃魂歸小西天 睡美人變身火鳳凰 | 寧財神         |
| 60   | 李大嘴入室成劫匪 佟湘玉狠心棄情郎 | 寧財神         |
| 61   | 前女友盤查私房錢 局外人識錯苦肉計 | 寧財神         |
| 62   | 舊愛已成如煙往事 新歡直面慘淡人生 | 寧財神         |
| 63   | 白展堂重回老地方 佟湘玉折磨新跑堂 | 寧財神         |
| 64   | 白展堂受累入冤獄 王豆豆為愛跑斷腿 | 寧財神、程嬌娥 |
| 65   | 小跑堂患上失憶症 老情人千里送相思 | 寧財神         |
| 66   | 郭薔薇信口傳謠言 燕小六夜祭一二三 | 寧財神         |
| 67   | 呂秀才練成點穴手 郭芙蓉含恨歸故里 | 寧財神         |
| 68   | 祝無雙誠覓心上人 辛普森設計娶賢妻 | 寧財神         |
| 69   | 佟掌櫃收到詛咒信 神算子夢斷同福店 | 寧財神         |
| 70   | 賽貂蟬淪為小丫環 佟湘玉賣店贖仇人 | 寧財神         |
| 71   | 呂秀才流連吉慶街 金湘玉巧設驚魂計 | 寧財神         |
| 72   | 佟掌櫃假意改前非 白展堂答錯選擇題 | 寧財神         |
| 73   | 柳星雨夜遇莽郎君 李大嘴情定美嬌娘 | 寧財神         |
| 74   | 柳月雲夜投迷魂散 祝無雙怒斥冷面人 | 寧財神         |
| 75   | 李大嘴拒演鳳求凰 燕小六假禮寄真情 | 寧財神         |
| 76   | 莫小貝街頭遭綁架 燕小六智擒假綁匪 | 寧財神         |
| 77   | 謝捕頭盤查店中人 錢夫人巧取同福店 | 寧財神         |
| 78   | 楊蕙蘭酒後訴衷腸 杜子俊夜訪同福店 | 寧財神         |
| 79   | 李大嘴遭遇老情敵 楊蕙蘭展開新人生 | 寧財神         |
| 80   | 燕小六接到調職令 凌騰雲夜襲同福店 | 寧財神         |
| 81   | 窦先生夜投同福店 佟掌柜点醒醋意妻 | 寧財神         |

## 剪辑
《武林外传》每集47分钟（若包括片头、片尾，每集则50分钟），然该剧在央视八套首播时，由于中央电视台对电视剧时长有规定，所以剪裁为每集42分钟（不含片头、片尾），而各个地方电视台也是从央视购买的录影带。东方卫视不经央视渠道，购买了完整版，然实际播出时，是每集37分钟（周末是45分钟）。台湾約50分钟，香港约60分钟。

## 歌曲
| 曲別   | 歌名       | 作詞   | 作曲   | 演唱         |
| 片头曲 | “好久不见” | 李小龙 | 李小龙 | 李小龙       |
| 片尾曲 | “侠客行”   | 虞霞   | 刘铁营 | 虞霞、刘铁营 |
| 插曲   | “江湖”     | 刘铁营 | 刘铁营 | 刘铁营       |

## 獎項
- 2006年3月17日，《新周刊》2006年中國電視節目榜揭曉，《武林外傳》獲得十大創新電視人獎。
- 2006年度SINA網絡盛典頒獎典，佟湘玉的扮演者閆妮獲年度女演員獎，“年度古裝電視劇”由《武林外傳》獲得。電視劇《武林外傳》中郭芙蓉的扮演者姚晨獲得“星光大典”最具潛力電視演員獎。
- 2007年第三屆電視風雲榜風雲大獎。
- 2008年安徽衛視和光線傳媒共同舉辦，國劇盛典回想三十周年最具影響力電視劇。

## 文化背景

### 武侠文化
武林外传剧情中的一个重点，就是对武侠文化的抨击。尚敬对此曾说：
|  | 如果说《武林外传》是一列喜剧快车，那么反讽武侠只是车上的几种货物之一，不是全部。武侠是很多年轻人的梦想，最能隐喻年轻人的生活。年轻人常把走入社会比喻成闯江湖，剧中的客栈就好像一个单位，所以年轻人一下就能贴近那裡面的人物，从他们的行为、语言和面对事物的态度中看到自己。反讽武侠确实是这部戏的重要特征，我认为武侠基本上是假、大、空，被神化了，武侠精神中好的品质应该是人性的理想化而不是对人进行神化。 |

### 社会现象
《武林外传》隐射了许多当时的社会现象。如综合娱乐栏目《非常六加一》，又如正走红的电视广告以及游戏等，以及大量的周星驰特色的无厘头语言。而被讽刺的社会现象有如当时发生过的一些娱乐事件，央视春晚（13集），连环信（69集，类似网上常见的要求转发的短消息），商家侵害消费者的权益（13，41集），电视综艺节目我猜我猜我猜猜猜和电视广告（37集），传销（41集）等等。

## 轶事
- 該片片頭使用了Windows XP桌面和Windows Media Player做背景。
- 編劇寧財神携太太程嬌娥于第十七集《莫小貝初學衡山派 錢夫人再鬧同福店》中客串食客。
- 该剧有着同名的網絡遊戲，但内容和该剧无关。
- 不同於其他許多處境喜劇加入後期製作的笑聲的做法，《武林外傳》只是使用比較誇張的配樂來烘托氣氛。使得武林外傳顯得比較自然。
- 在劇中多次出現的《笑林廣記》，在實際上並不可能，《笑林廣記》是在清朝才整理成書，明代出現的笑話集比較可能會是《古今譚概》。
- 凤凰卫视中文台在2008年年初和该剧幕后班底合作推出凤凰卫视第一部处境剧集之一——《电视台外传》。[4]
- 編劇寧財神在2013年8月的新聞中透露本來《武林外傳》只想寫四十集，“但當時我買房了，需要還房貸，我一貪心就寫成八十集了”。[5]

### 代稱
- 武林外傳的粉絲被稱為腐竹。第23集平谷一點紅作為殺手要來劫獄，李大嘴說：「哎呀媽呀，平谷一點紅，我還是他粉絲呢。」然後白展堂說：「什麼粉絲，我還腐竹呢！」腐竹由此而得名。

## 衍生作品
- 2007年话剧《武林外传》（上海话剧艺术中心）
- 2010年动画剧《武林外传》
- 2019年儿童剧《天真派：武林外传》

## 相关书目
- 《武林宝典》 （页面存档备份，存于），东方出版社，原著：宁财神，编著：李亚平，ISBN：7-5060-2499-3
- 《武林外传-终极典藏本》，新电影2006年专刊第一期：江湖号专刊，ISBN：1671-6213
- 《武林外传》，汉语大词典出版社，宁财神著，ISBN：7-5432-1280-3